# Gloucester Point, Virginia
Gloucester Point är en ort (census-designated place) i Gloucester County i Virginia. Vid 2010 års folkräkning hade Gloucester Point 9 402 invånare.